# Eli Brown
Eli Brown (* 13. August 1999 in Eugene, Oregon) ist ein US-amerikanischer Schauspieler und Musiker.

## Leben und Karriere
Brown wurde im August 1999 in Eugene im US-Bundesstaat Oregon geboren.
Bekannt wurde er durch die Rolle des Dylan Walker in der Pretty-Little-Liars-Spinoff-Serie Pretty Little Liars: The Perfectionists, die von März bis Mai 2019 auf dem US-Kabelsender Freeform ausgestrahlt wurde, aber nach nur einer Staffel eingestellt wurde.
In der Neuauflage von Gossip Girl ist er als Otto „Obie“ Bergmann IV zu sehen.

## Filmografie
- 2019: Pretty Little Liars: The Perfectionists (Fernsehserie, 10 Episoden)
- 2020: Spinning Out (Fernsehserie, 2 Episoden)
- 2020: Die LmaA-Liste (Fernsehfilm)
- 2020: Run Hide Fight (Film)
- 2021: Cash Truck (Kinofilm)
- 2021–2023: Gossip Girl (Fernsehserie)